# Эрдэни-Батур
Эрдэни-Батур, Батур-хунтайджи (калм. Эрдень-Баатр, монг. Эрдэнэбаатар) собственное имя —  Хото-Хоцин-Батур (ум. 1653) — основатель и первый хунтайджи Джунгарского ханства с титулом Эрдэни-Батур-хунтайджи (калм. Эрдень Баатр хун тәәҗ; 1635 — 1653). Представитель рода Чорос, старший сын и преемник Хара-Хулы.

## Биография
В 1634 году, после смерти своего отца Хара-Хулы-тайши, Батур-хунтайджи возглавил ойратский племенной союз. В 1637 году за помощь во внутритибетской распре, оказанной Далай-ламе V, получил от последнего титул хунтайджи и имя Эрдэни («Драгоценность»). По инициативе Эрдэни-Батура в 1640 году в предгорьях Тарбагатая был созван всемонгольский съезд, на котором было принято Степное Уложение. При Эрдэни-Батуре ойраты захватили Восточное Семиречье.
Батур-хунтайджи поощрял занятие земледелием, ремёслами, поддерживал дипломатические и торгово-экономические связи с соседями, в том числе и с Россией, способствовал возведению буддийских храмов и монастырей. 
Эрдэни-Батур стремился укрепить свое положение вокруг гор Тарбагатая, земли, по которой кочевал его народ. В 1643 году он совместно с Аблаем-тайши и хотогойтским Омбо-Эрдэни, вторглись в пределы Казахского ханства, но данный поход для них окончился неудачей. В последствии при Эрдэни-Батуре джунгары провели несколько победоносных военных кампаний над казахами на западе. На севере государства, на юге Сибири, Батур-хунтайджи предоставил России доступ к соляным шахтам, тем самым положив конец 20-летнему конфликту в обмен на дипломатические и торговые отношения. Торговые связи, оставались нетронутыми на протяжении всего его правления, и процветание, порождённое такими связями с российскими аванпостами, еще больше укрепили престиж и положение Эрдэни-Батура среди ойратов и соседних народов.

## Семья
Его женой была Юм-Агас — дочь Хо-Урлюка. У Эрдэни-Батура было десять сыновей: Сенге, Галдан и другие. Его внуком по линии дочери был калмыцкий хан Аюка.

## Оценка личности
По словам российского китаеведа Иакинфа (Бичурина):
Батор-Хонь-Тайцзи был то же для Элютов [Ойратов], что Петр I для России, но не имел ни образования, ни примеров, ни руководителей, и потому все его нововведения, кроме изданного им Степного Уложения, заключались в построении крепостцы для себя и в небольших опытах земледелия.Историческое обозрение ойратов или калмыков в XV столетии до настоящего времени.